# 南陵郡
南陵郡，中国南北朝、唐朝时设置的郡。
- 南朝梁普通六年（525年）置南陵郡，属南豫州。治所在赭圻城（今安徽省繁昌县西北三十里）。以南陵戍为名。后治南陵县（今安徽池州市贵池区西南）。辖境约当今安徽池州市、青阳县及铜陵市义安区部分地。中大同元年（546年）属扬州。南朝陈于南陵郡置北江州。下辖南陵县、临城县、石城县、定陵县、故治县。隋文帝开皇九年（589年）隋灭陈，废南陵郡，属县直属宣州。
- 唐玄宗天宝元年（742年），改春州置南陵郡，治所在阳春县（今广东阳春市）。辖境相当今广东省阳春市。下辖阳春县、罗水县（今广东阳春市三甲镇旧县村古城）、流南县（今广东阳春市圭岗镇）。唐肃宗乾元元年（758年）改南陵郡置春州。